# Tjasker Bolsward
De Tjasker Bolsward is een Friese paaltjasker met als functie poldermolen. De molen uit 1973 werd gerestaureerd in 1988. Eigenaar is de gemeente Bolsward.
De windmolen staat in het oosten van Bolsward in het plantsoen bij de Kloosterlaan en ondervindt windbelemmering door de hoge begroeiing. In 2008 was de toestand van de molen slecht: er waren gaten gevallen in het hout van de tonmolen. In 2009 was de binnenroede door de askop gezakt. Op 28 oktober 2013 vernielde een zware storm het wiekenkruis.
in oktober 2014 is de molen weggehaald voor restauratie en op 12 mei 2015 werd de grotendeels vernieuwde tjasker herplaatst. 
Het object heeft de status gemeentelijk monument.

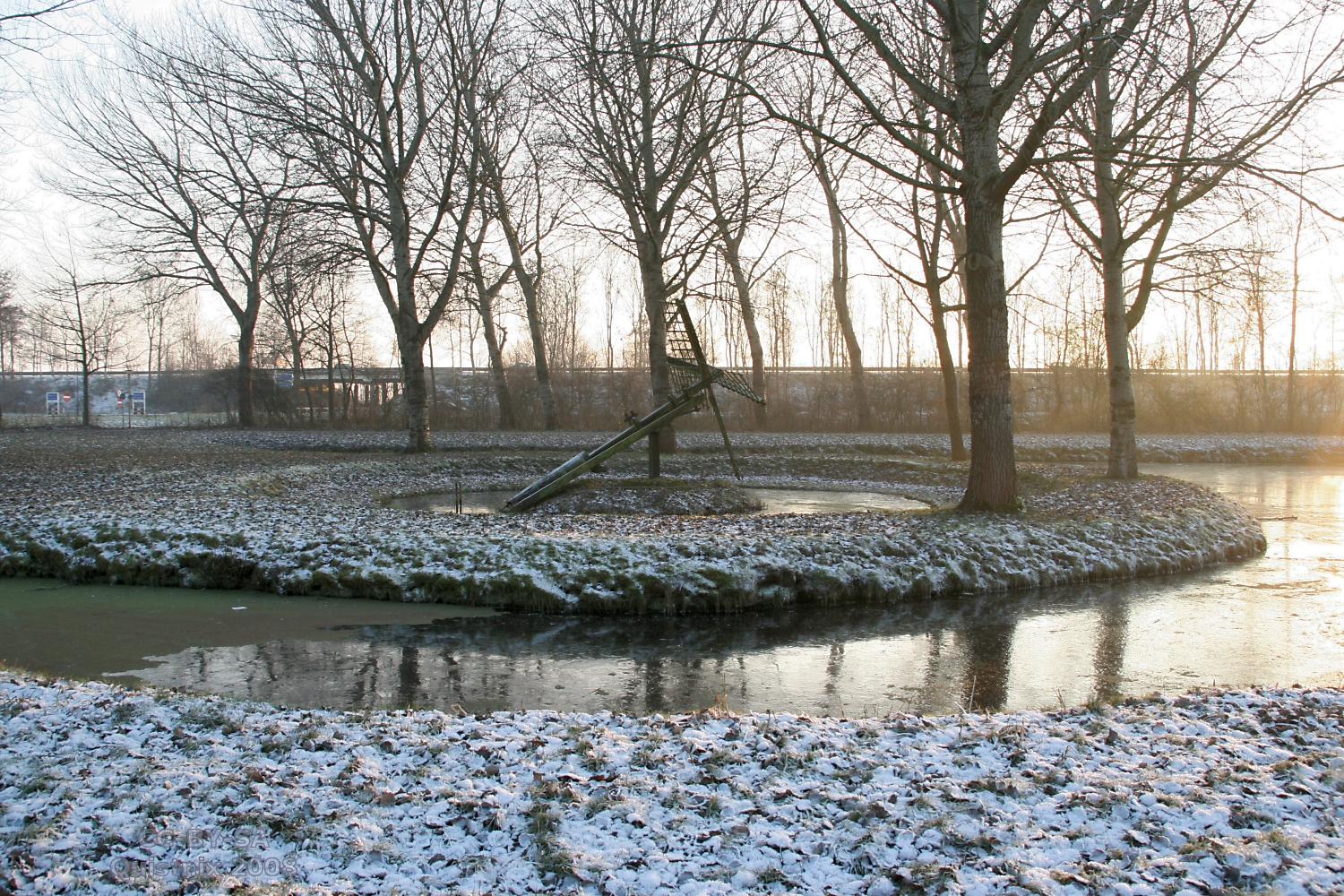
Tjasker Bolsward en omgeving (dec. 2008)
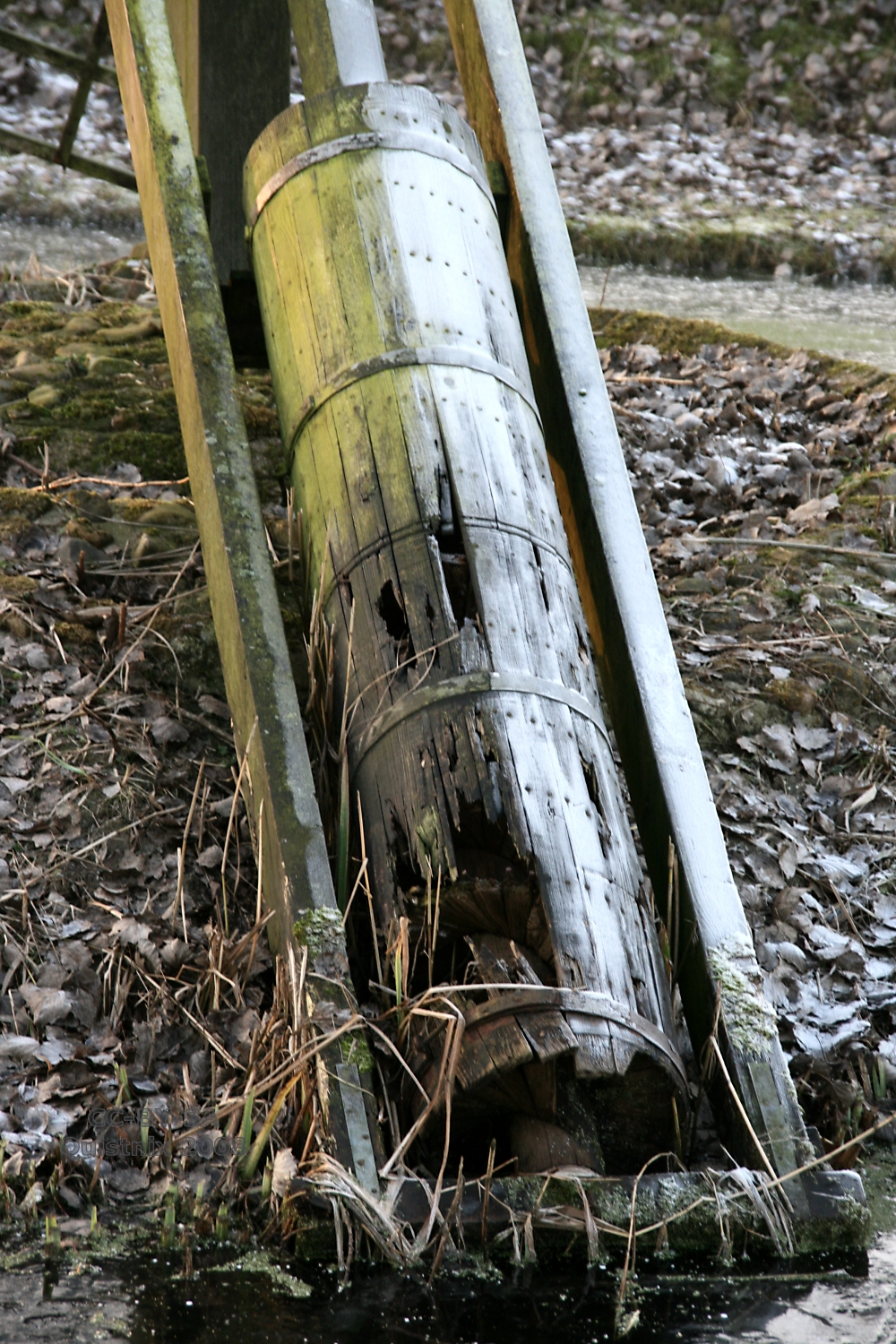
De verweerde tonmolen (dec, 2008)